# Hugo Spatz
Hugo Spatz (2 septembre 1888 - 27 janvier 1969) est un neuropathologiste allemand.

## Biographie
En 1937, il est nommé directeur de la Société Kaiser-Wilhelm. Il est membre du parti nazi et admet avoir sciemment effectué une grande partie de ses recherches controversées sur le cerveau des prisonniers exécutés. Avec Julius Hallervorden, il est crédité de la découverte du syndrome de Hallervorden-Spatz (maintenant appelé neurodégénérescence associée à la pantothénate kinase),. Oberarzt (de) d'Hugo Spatz (résident principal ou médecin traitant), 1937–1939, Richard Lindenberg (en), devient neuropathologiste en chef de l'État du Maryland.